# Campeonato Tocantinense Segunda Divisão 2019
In 2019 werd de elfde editie van het Campeonato Tocantinense Segunda Divisão gespeeld voor voetbalclubs uit de Braziliaanse staat Tocantins. De competitie werd georganiseerd door de FTF en werd gespeeld van 2 november tot 15 december. Capital werd kampioen. In vergelijking met vorig jaar nam nog maar de helft van het aantal teams deel. 
Nova Conquista verhuisde dit seizoen naar Miranorte.

## Eerste fase
| Plaats | Club           | Wed. | W | G | V | Saldo | Ptn. |
| ------ | -------------- | ---- | - | - | - | ----- | ---- |
| 1.     | Nova Conquista | 4    | 2 | 2 | 0 | 6:3   | 8    |
| 2.     | Capital        | 4    | 2 | 1 | 1 | 4:5   | 7    |
| 3.     | Arsenal        | 4    | 1 | 1 | 2 | 8:8   | 4    |
| 4.     | Araguacema (1) | 4    | 2 | 2 | 0 | 10:5  | 2    |
| 5.     | Alvorada       | 4    | 0 | 0 | 4 | 1:8   | 0    |

(1) Araguacema kreeg zes strafpunten voor het opstellen van niet-speelgerechtigde spelers.
|  | Gekwalificeerd voor finale   |
|  | Wedstrijd om de derde plaats |

## Wedstrijd om de derde plaats
Heen
|            |            |       |         |            |
| 8 december | Araguacema | 0 – 0 | Arsenal | Araguacema |
| 8 december |            |       |         | Araguacema |

Terug
|             |               |       |            |                |
| 15 december | Arsenal       | 1 – 1 | Araguacema | Tocantinópolis |
| 15 december |               |       |            | Tocantinópolis |
| 15 december | Strafschoppen |       |            | Tocantinópolis |
| 15 december | 4 - 5         |       |            | Tocantinópolis |

## Finale
Heen
|            |         |       |                |        |
| 8 december | Capital | 3 – 1 | Nova Conquista | Palmas |
| 8 december |         |       |                | Palmas |

Terug
|             |                |       |         |           |
| 14 december | Nova Conquista | 2 – 4 | Capital | Miranorte |
| 14 december |                |       |         | Miranorte |

### Kampioen
| Campeonato Tocantinense de 2019 - Segunda Divisão |
| Tocantins                                         |
| ------------------------------------------------- |
| CAPITAL Kampioen (1° titel)                       |